# 藤沢市立大道小学校
藤沢市立大道小学校（ふじさわしりつ だいどうしょうがっこう）は、神奈川県藤沢市朝日町にある公立小学校。

## 沿革
（沿革節の主要な出典は公式サイト）
- 1955年（昭和30年）4月 - 藤沢小学校内に設置
- 1954年（昭和31年）2月 - 校舎落成。児童数249名[要出典]
- 1969年（昭和44年）4月 - 24学級、926名[要出典]
- 1973年（昭和48年）5月 - 33学級、1288名[要出典]
- 1980年（昭和55年）5月 - 23学級[要出典]
- 1994年（平成6年）12月 - 新校舎完成
- 1998年（平成10年）12月 - パソコン室にパソコン11台設置
- 1999年（平成11年）5月 - コンピュータ研修室開設
- 2002年（平成14年）3月   グラウンド改修工事・完成
- 2004年（平成16年）3月 - プール改修工事終了
- 2009年（平成21年）4月 - 19学級[要出典]。

## 教育目標
「ともに学びともに育つ」

## 学区
出典
- 朝日町番地
- 大鋸1丁目〜2丁目の一部
- 藤沢26〜614の一部
- 鵠沼花沢町の一部
- 南藤沢の一部
- 鵠沼石上1丁目の一部
- 藤が岡1丁目〜3丁目の一部

## 進学先
- 藤沢市立村岡中学校 - 南藤沢地区・大鋸地区から通う児童の進学先
- 藤沢市立鵠沼中学校 - 鵠沼地区から通う児童の進学先
- 藤沢市立藤ヶ岡中学校 - 藤が岡地区から通う児童の進学先

## アクセス
- JR東日本東海道本線の藤沢駅より徒歩10分

## 著名な卒業生
- 久冨慶子（テレビ朝日アナウンサー）[5]
- 鈴木恒夫（藤沢市長）
- 佐藤一磨（プロ野球選手、オリックス・バファローズ）
- 石井大生（プロサッカー選手、湘南ベルマーレ）